# Ernst Schmied
Ernst Schmied est un alpiniste suisse, né en 1924 à Berne et mort le 22 mars 2002. Il est membre de la seconde expédition qui réussit l’ascension de l'Everest.

## Biographie
Le 24 mai 1956, Ernst Schmied et Jürg Marmet, qui sont membres de l'expédition suisse au Lhotse, gravissent l'Everest depuis le col Sud, depuis le même camp de base. Ils sont les troisième et quatrième hommes au sommet de l'Everest, après Edmund Hillary et Tensing Norgay en 1953.
En 1953, il se marie avec Dora von Gunten, la sœur de Hansruedi von Gunten.